# Kruščica
Kruščica es una localidad de Croacia en el ejido de la ciudad de Gospić, condado de Lika-Senj.

## Geografía
Se encuentra a una altitud de  m s. n. m. a 635 km de la capital nacional, Zagreb.

## Demografía
Para la fecha del censo 2011 el total de población la localidad se encontraba deshabitada.
| Gráfica de población de Kruščica 1857-2011                          |
|                                                                     |
| Según los censos de población de la oficina estadística de Croacia. |